# イーサン・ワイリー
イーサン・ワイリー（Ethan Wiley）は、アメリカ合衆国の映画監督、脚本家。

## 作品
- グリズリー2010
- 陰謀の戦艦
- ZANKOKU 残酷
- チルドレン・オブ・ザ・コーン5:恐怖の畑
- タイムトラぶラー
- ガバリン